# Коттуниос, Иоаннис
Иоаннис Коттуниос (греч. Ἰωάννης Κωττούνιος, лат. Joannes Cottunius di Verria; 1577 — 1658) — выдающийся греческий учёный, изучавший философию, теологию, медицину и преподававший греческий язык.

## Биография
Иоаннис Коттуниос родился в греческой семье в городе Верия (Македония ) в 1577 году.
Находясь в Валахии, он вместе со своими братьями Хараламбосом и Ангелосом был взят в плен татарами. После того как они были выкуплены, Иоаннис уехал в Германию, с сопроводительным письмом Вселенского патриарха Рафаила II и с задачей сбора пожертвований для патриархата. Здесь Иоаннис и его братья получили ещё одно сопроводительное письмо от князя Рудольфа Ангальт-Цербстского. После этого он остановился в городе Тюбинген, где учился у теолога Мартина Крузиуса, поклонника античной культуры.
После остановки в Венеции он направился в Рим, где учился в университете Collegio Pontifico Greco Святого Афанасия (1605—1613), который был связан с греческой православной церковью Святого Афанасия (Sant’Atanasio dei Greci), находившейся в ведомстве венецианской администрации.
Он изучал теологию, философию, а затем преподавал эти предметы и греческую грамматику другим студентам.
В 1613 году он перешёл в университет города Падуя, где изучал медицину до 1615 года. С 1615 года он преподавал «Риторику» (ораторское искусство), «Поэзию» и другие работы Аристотеля в университете города Болонья. Здесь же он издал свои первые две книги. Его вторая книга De conficiendo epigrammate была посвящена королю Людовику XIV.
Коттуниос надеялся, что король Франции организует и предпримет крестовый поход с целью освобождения Греции. Аналогичные надежды питал и его земляк и ученик, афинянин, Леонардос Филарас, ставший французским дипломатом.
В 1633 году Коттуниос начал преподавать философию в университете города Падуя. В 1637 году он занял место своего бывшего учителя, итальянского философа Cesare Cremonini, на кафедре философии университета Падуи.

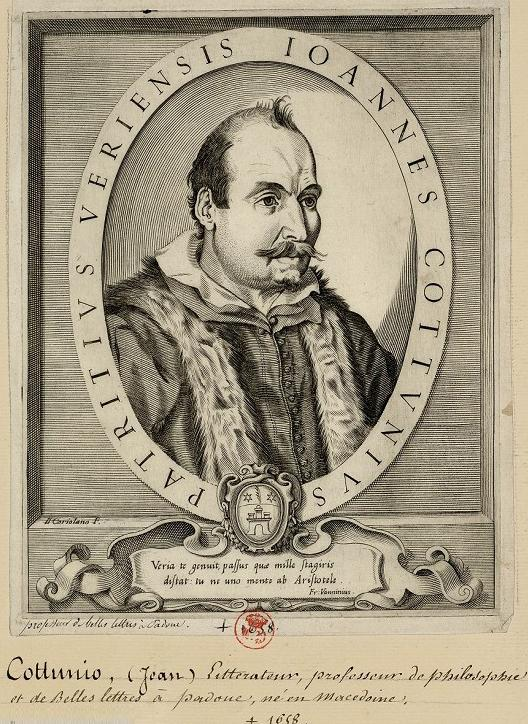
«Patrituius Veriensis Ioannes Cottunius».

В 1648 году он основал в Падуе школу-интернат для греческих детей (греч. Κωττούνιον Ἑλληνομουσεῖον).
Франция помогла материально Коттуниосу в создании этой школы, которая первоначально была в ведомстве Collegio degli Artisti, а позже перешла в ведомство университета Падуи. Это была теологическая школа и её выпускники были призваны нести службу в греческом православном храме Святого Георгия (San Giorgio dei Greci) в Венеции.
Эта школа, благодаря наследству и завещанию Коттуниоса, действовала до 1797 года.
Коттуниос был дружен с Martin Crusius, Аллаций, Лев и другими выдающимися личностями эпохи. Он был выдающимся учёным и комментатором работ Аристотеля. Умер Коттуниос в Падуе в 1657 году.

## Работы
- Все работы Коттуниоса были написаны на латинском, за исключением «Греческих эпиграмм» ('Ελληνικών Επιγραμμάτων βιβλία δύο Ιωάννου του Κουττουνίου, του εκ Βερροίας, ιππέως, φιλοσοφίας, ιατρικής και θεολογίας διδασκάλου και εν τω του Παταυΐου Λυκείω πρώτου φιλοσόφου'), которые он посвятил Людовику XIV.
- Ioannes Cottunius De triplici statu animae rationalis ad aures ac tenorem Aristotelis, veraeque philosoph. hoc est … opus, Bononiae, 1628.
- Ioannes Cottunius De conficiendo epigrammate liber unus, 1632, dedicated to Luis XIV.
- Ioannes Cottunius Manuale Scholasticum de vitiis et peccatis, Padua, 1635.
- Ioannes Cottunius Immortalitati Alcidii Philhellini, Padua, 1642.
- Ioannes Cottunius Commentarii in quaruor libros Aristotelis de Caelo, 1653.
- Ioannes Cottunius Commentarii lucidissimi in tres Aristotelis libros de Anima, 1656.

## Память
Бюст Иоанниса Коттуниоса установлен в университете города Болонья.